# Extended file system
Extended file system (rozšířený souborový systém) nebo zkráceně ext byl první souborový systém vytvořený speciálně pro operační systém Linux. Vycházel z tradičního unixového systému souborů UFS. Napsán byl Rémym Cardem a měl překonat omezení Minix file systemu. Byl předchůdcem ext2 a xiafs, které mezi sebou soupeřily, aby nakonec díky své dlouhé životaschopnosti vyhrál ext2.